# میو ناگائوکا
میو ناگائوکا (انگلیسی: Miyu Nagaoka؛ زادهٔ ۲۵ ژوئیهٔ ۱۹۹۱) بازیکن والیبال زن اهل ژاپن است.
از باشگاه‌هایی که در آن بازی کرده‌است می‌توان به هیسامیتسو اسپرینگز اشاره کرد.